# نيلسون ريفيرا
نيلسون ريفيرا (بالإسبانية: Nelson Rivera)‏ (24 يونيو 1991 في السلفادور - 3 أكتوبر 2010 في السلفادور) هو لاعب كرة قدم سلفادوري في مركز الدفاع. شارك مع منتخب السلفادور تحت 20 سنة لكرة القدم ومنتخب السلفادور تحت 21 سنة لكرة القدم ‏. أما مع النوادي، فقد لعب مع إيسيدرو ميتابان ‏ وC.D. Titán ‏.

## وصلات خارجية
- نيلسون ريفيرا على موقع قاعدة بيانات كرة القدم.إي يو (الإنجليزية)